# Oriëntaalse pieper
De Oriëntaalse pieper (Anthus rufulus) is een zangvogelsoort uit de familie piepers en kwikstaarten van het geslacht Anthus. Deze soort werd in de twintigste eeuw nog vaak beschouwd als een ondersoort van de grote pieper.

## Verspreiding en leefgebied
De Oriëntaalse pieper komt voor India en Sri Lanka tot in Zuid-China en Indochina en het schiereiland Malakka, verder op de Grote  en de Kleine Soenda-eilanden.
De soort telt vijf ondersoorten:
- A. r. rufulus: van India en Sri Lanka tot zuidelijk China en Indochina.
- A. r. malayensis: Malakka, zuidelijk Indochina, Sumatra, Java en Borneo.
- A. r. lugubris: de Filipijnen.
- A. r. albidus: Celebes, Bali en de westelijke Kleine Soenda-eilanden.
- A. r. medius: de oostelijke Kleine Soenda-eilanden.

## Status
De Oriëntaalse pieper heeft een groot verspreidingsgebied en de grootte van de populatie is niet gekwantificeerd. Er is geen aanleiding te veronderstellen dat de soort in aantal achteruit gaat. Daarom staat deze pieper als niet bedreigd op de Rode Lijst van de IUCN.